# Ulma Construccion
Ulma Construccion este o companie de construcții din Spania care asigură din 1961 produse și servicii de cofrare, sisteme de popi din oțel și aluminiu, sisteme de turnuri suport și schele.
Printre cele mai notabile proiecte realizate de companie se numără sediul principal Hyundai Motor în Europa, clădirea Century Maxim din New-York, autostrada Burgos-Leon din Spania, precum și numeroase centre comerciale în Spania, Polonia.
Compania este prezentă în 13 țări, inclusiv România.
În anul 2007, Ulma a avut o cifră de 500 milioane de euro la nivel mondial.